# Broń kolna

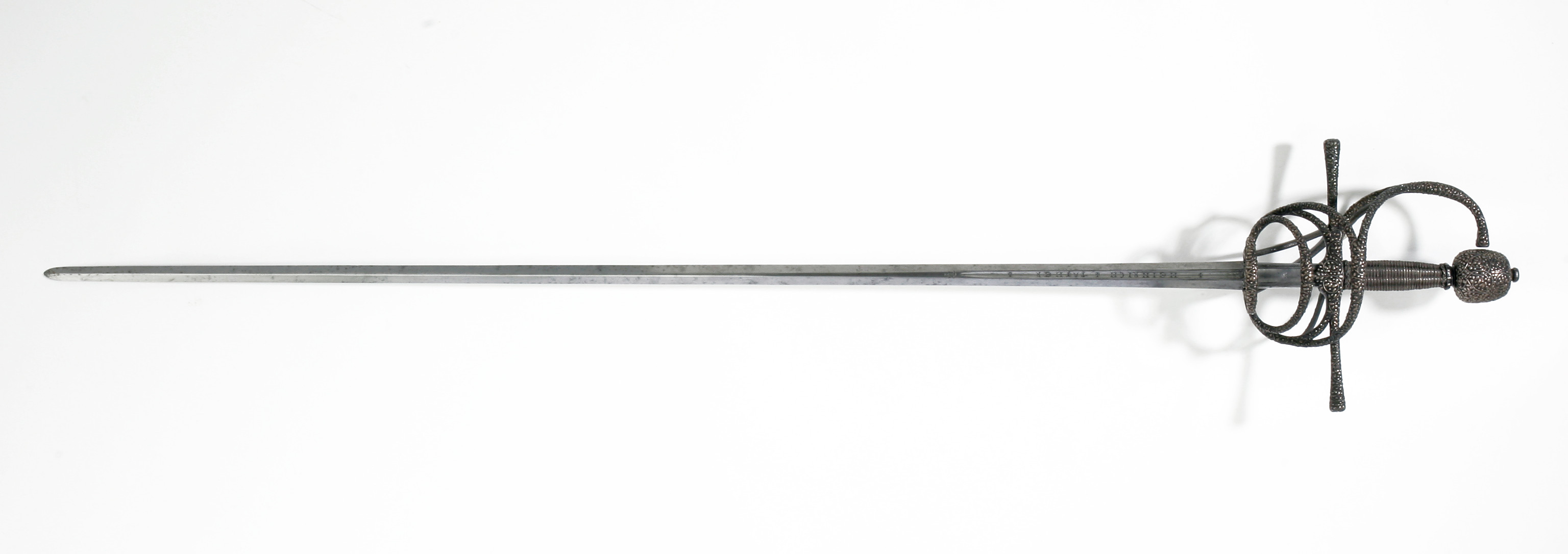
Rapier – przykład broni kolnej

Broń kolna (broń kłująca) – broń biała służąca głównie do zadawania pchnięć (niekiedy w ograniczonym stopniu również do cięć). Wśród broni kolnej wyróżnia się broń drzewcową oraz boczną. 

## Podział

### Kolna broń drzewcowa
Kolna broń drzewcowa służyła głównie do walki piechoty z konnicą. Składała się z długiego drzewca i osadzonego na jego końcu grotu. Za przykład kolnej broni drzewcowej mogą posłużyć:
- włócznia
- kopia
- partyzana

### Kolna broń boczna
Kolna broń boczna dzieli się na krótką i długą. Składała się z głowni osadzonej w rękojeści. Za przykład kolnej broni bocznej mogą posłużyć:
- Krótka
  - sztylet
  - bagnet
  - tantō
  - puginał
- Długa
  - szpada
  - rapier